# Список керівників держав 400 року
Список керівників держав 400 року — це перелік правителів країн світу 400 року
Список керівників держав 399 року — 400 рік — Список керівників держав 401 року — Список керівників держав за роками

## Європа
- Арморика — герцог Градлон Великий (395 — 434)
- Британські острови
  - Дівед — король Анун Дінод (382 — 400), його змінив син король Эднівед ап Анун (400 — 410)
  - Думнонія — король Гадеон ап Конан (387 — 405)
  - Ебрук — король Коль Старий (383 — 420)
- плем'я вандалів — король Годагисл (359-406)
- плем'я вестготів — вождь Аларіх I (382 — 410)
- Візантійська імперія — імператор Аркадій  (395 — 408)
- Західна Римська імперія — імператор Гонорій (395 — 423)
- Імперія гунів — на заході править каган Улдін (390 — 410), на сході править каган Донат  (390 — 412)
- Ірландія — верховний король Ніл Дев’яти Заручників (376 — 405)
  - Ленстер — король Брессал Белах МакФіахад Байхед (бл. 392 — 436)
  - Манстер — король Коналл Корк (390 — 420)
- Святий Престол — папа римський Анастасій I (399 — 401)

## Азія
- Аль-Хіра (Династія Лахмідів) — цар Ан-Ну'ман I ібн Імру аль-Кайс (390–418)
- Велика Вірменія — правили два брати — цар Врамшапух (389–414)
- Диньяваді (династія Сур'я) — раджа Сур'я Унна (375–418)
- Іберійське царство — цар Трдат (394–406)
- Індія
  - Царство Вакатаків — імператор Дівакарасена (385–400) правив за допомогою регента Прабхаватігупта (385–405)
  - Імперія Гуптів — магараджа Чандрагупта ІІ (380–415)
  - Держава Кадамба — цар Багітарха (390–415)
  - Камарупа — цар Балаварман (398–422)
  - Династія Паллавів  — махараджа Віраварман (385–400), його змінив махараджа Скандаварман III (400–436)
  - Раджарата — раджа Упатісса I (370-412)
- Кавказька Албанія — цар Асай (399–420)
- Китай (Період шістнадцяти держав)
  - Династія Західна Лян — імператор Лі Гао (400–417)
  - Династія Західна Цінь — імператор Ціфу Ганьгуй (388–400), цього року завойована Пізньою Цінь.
  - Династія Південна Лян — імператор Туфа Лілугу (399–402)
  - Династія Південна Янь — імператор Мужун Де (400–405)
  - Династія Північна Вей — імператор Тоба Гуй (Дао У-ді) (386–409)
  - Династія Північна Лян — імператор Дуань Е (397–401)
  - Династія Пізня Лян — імператор Люй Цзуань (399–401)
  - Династія Пізня Цінь — імператор Яо Сін (394–416)
  - Династія Пізня Янь — імператор Мужун Шен (398–401)
  - Тогон — Мужун Шіпі (390–400), його змінив Мужун Угеті (400–405)
  - Династія Цзінь — імператор Сима Яо (Ан-ді) (397–403, 404–419), править за допомогою регента Сима Юаньсянь (399–402)
- Корея
  - Кая (племінний союз) — кимгван Ісипхум (346-407)
  - Когурьо — тхеван (король) Квангетхохо (391–413)
  - Пекче — король Асин (392–405)
  - Сілла — марипкан Немуль (356–402)
- Паган — король К'яунг Ту Іт (387–412)
- Персія
  - Держава Сасанідів — шахіншах Єздигерд I (399–421)
- Тарума (острів Ява) — цар Пурнаварман (395–434)
- Фунань (Бапном) — король Каундінья II (400–430)
- Хим'яр — цар Дарамар Айман II (375–410)
- Чампа — князь Фам Хо Дат (бл. 399–413)
- Японія — імператор Рітю (400–405)

## Африка
- Аксумське царство — негус Махедес (бл.390-бл.420)

## Північна Америка
- держава   Теотіуакан  -  цар  Атлатлькавак
- Цивілізація Майя
  - місто Паленке — цар Кук Балам (397–435)
  - місто Тікаль — цар Яш-Нун-Аїн I (378-414)